# Ямада, Бимё
Бимё Ямада (яп. 山田 美妙 Ямада Бимё:, 25 августа 1868 — 24 октября 1910) — японский писатель, поэт, литературный критик периода Мэйдзи. Настоящее имя — Такэтаро Ямада (山田武太郎). Псевдонимы — мудрец Бимё, учитель Бимё, Хикэй и другие. Модернист, популяризатор разговорной речи в японской литературе и японской поэзии.
Бимё Ямада родился 25 августа 1868 года в Эдо в семье самурая Ямады Кити из княжества Намбу. По окончании 1-й средней школы Токио молодой человек поступил на подготовительные курсы Токийского университета. Он имел незаурядные способности к языкам, особенно к английскому. На курсах Бимё подружился с будущими японскими литераторами Сианом Исибаси, Коё Одзаки, Кюкой Маруокой и другими. В 1885 году вместе с ними он организовал «Товарищество любителей чернильницы». Оно издавало литературный вестник «Гаракута Бунко», в котором Бимё опубликовал рассказ «Тенгу». Этот рассказ стало одним из первых произведений японской литературы нового времени, которое было написано не книжным, а разговорным языком. Впоследствии он порвал с «Обществом» и стал писать в журнал «Цветы столицы». Поэтому писатель потерял популярность. В конце жизни он заболел и умер в бедности 24 октября 1910 года.
Стихи в разговорном стиле, которые писал Бимё, не имели успеха при его жизни. Они были собраны в двух сборниках «Избранные новые стихи» и «Записки новых стихов». Некоторые из них обрели славу после смерти поэта и стали текстом многих военных песен.
В своих прозаических произведениях, таких как «Поле Мусаси», «Паук», «Бабочка», Бимё часто прибегал к приёмам эпатажа, что часто шокировало критиков-традиционалистов. Главные герои, как правило, умирали, а послание читателю имело не очень дидактический характер. Непонимание творчества писателя заставляло его заниматься составлением словарей. Результатам его труда стали «Большой словарь японского языка» (1892) и «Большой словарь» (1912). Все пояснения были написаны разговорным языком, а некоторые необычные на то время статьи посвящались словам-возгласам.